# Maurice Courant (peintre)
Ne doit pas être confondu avec Maurice Courant ou Maurice Courant (poète).
Maurice Francis Auguste Courant, né le 8 novembre 1847 dans l'ancienne commune d'Ingouville devenu quartier du Havre et mort le 21 décembre 1924 au sein de l'Hôpital Beaujon dans le 8e arrondissement de Paris, est un peintre français.

## Biographie
Élève d'Ernest Meissonnier, il prend part dès 1868 au Salon des artistes français et se fait connaître par les toiles Le Bassin du roy, Barques de pêche à marée basse, Le port de pêche et Marine : temps calme.
Il obtient une médaille d'argent aux expositions universelles de 1889 et 1900 à Paris.
Il est inhumé au cimetière de la Tournelle à Poissy (Yvelines).